# THE卡拉OK★戰鬥
《THE卡拉OK★戰鬥》（日语：THEカラオケ★バトル）是2014年4月23日開始在東京電視台播出的電視節目，作為《卡拉OK★戰鬥》的固定播出版。節目舉行卡拉OK大賽，不論職業、業餘歌手一同競技，以卡拉OK機器評分決定勝負。

## 主持人
- 堺正章（日语：堺正章）
- 柳原可奈子
- 繁田美貴（日语：繁田美貴）（東京電視台主播）

## 旁白
- 服部潤（日语：服部潤）
- 今村直樹（日语：今村直樹） - 評分解說VTR的機器博士
- 白石小百合（日语：白石小百合 (アナウンサー)） - 評分解說VTR的麥克風

## 相關作品

### CD
- テレビ東京系「THEカラオケ★バトル」BEST ALBUM（2016年12月21日、波麗佳音）[1]
- テレビ東京系「THEカラオケ★バトル」BEST ALBUM II（2017年8月2日、波麗佳音）[2]
- テレビ東京系「THEカラオケ★バトル」 BEST ALBUM III（2017年12月20日、波麗佳音）[3]

### DVD
- THE カラオケ★バトル 2016年間チャンピオン決定戦 - 2016年10月12日播出[4][5]。
- THE カラオケ★バトル 2016　U-18歌うま甲子園 - 2016年9月7日播出[6][7]。

## 外部連結
- THEカラオケ★バトル 公式サイト（页面存档备份，存于） （日語）
- THEカラオケ★バトル的X（前Twitter）
- YouTube上的THE卡拉OK★戰鬥頻道
- THEカラオケ★バトル - goo電視節目